# 고마워요 (SMAP의 노래)
고마워요(일본어: ありがとう 아리가토[*])는 SMAP의 40번째 싱글이다. 2006년 10월 11일에 빅터 엔터테인먼트에서 발매되었다.

## 개요
- 쿠사나기 츠요시 주연의 드라마 《내가 걷는 길》 주제가이다.
- 2006년 SMAP의 여름 라이브 투어 〈날겠습니다! 날아가자! 날아라 스맙! TOUR-〉에서 첫 피로 된 곡으로, 같은 해 9월 18일, 후지 TV 《SMAP×SMAP》에서 첫 공개되었다.
- 기무라 타쿠야는, "라이브 한정 곡으로 싶었는데, 모두가 발매를 원하니 "CD화가 된 것 같다. 이것은 〈세상의 하나뿐인 꽃〉, 〈Triangle〉에 이어 3번째이다.
- 곡조는 따뜻한 미들 템포 곡으로 가사에서도 감사와 존경의 마음을 표현되고 있다. 그러한 메시지에 대해 오리콘에서는 "아버지의 날에 들려주고 싶은 곡"으로, 성별, 나이 세대, 학생과 사회인 등 모든 순위에서 1위에 선정되었다. 또한, 발매로부터 1년 반이 지난 2008년 "어머니의 날에 어머니에게 선물하고 싶은 곡"으로도 1위에 선정되었다.
- PV(뮤직비디오)는 애니메이션으로 제작되어, 내용은 아리를 따라 SMAP이 달나라에 간다는 내용으로 하나의 스토리로 완성되었다.
- 커플링 곡의 〈show your smile〉의 작사와 작곡을 담당한 타이치는 앨범 〈Pop Up! SMAP〉수록의 〈Call Your Number〉의 작사·작곡자와 동일 인물이다.
- SMAP이 이 작품의 발매한 해에 데뷔 15주년을 맞이해, 지금 싱글은 40번째이기도 하고 전작 〈Dear WOMAN〉의 반년과 비교적 시간이 지나 발매된 것이나, 팬들의 요청에 의해 발매를 결정하게 된 경위 등 기대의 목소리는 상당히 높았다.
- 〈freebird〉의 7작품 연속, 통산 18번째의 선두 획득으로, 또한 싱글 40작품 연속 톱 10진입 (B'z의 39작품 연속 톱 10진입을 제치고 역대 단독 1위). 싱글 40작품 톱 10 진입의 통산 40번째는 사잔 올스타즈 (42작품), ZARD (40작품)에 이어 역대 2위 기록이다. 이는 데뷔 15년 1개월 만에 도달에서 ZARD의 15년 3개월을 웃도는 사상 가장 빠른 기록이다 (모두 2006년 10월 16일 기준).
- 2011년 8월 17일 발매한 베스트 앨범 〈SMAP AID〉에 수록되었다.

## 수록곡
1. 고마워요(ありがとう)
  - 작사·작곡 : MORISHINS' / 편곡 : REO
2. show your smile
  - 작사 : 타이치 / 작곡 : 타이치, 미야자키 마코토 / 편곡 : 모리 다이스케
3. 고마워요 (back track)
4. show your smile (back track)

## 차트 최고 순위
- 주간 1위 (오리콘)
- 2006년 10월 월간 1위 (오리콘)
- 2006년 연간 27위 (오리콘)